# أمان الملك
أمان الملك (1 كانون الثاني 1821 - 30 آب 1892) كان مهتار شترال، للمناطق غيزر، وياسين وإيشكومان [الإنجليزية] وحاكم كافرستان [الإنجليزية].[بحاجة لمصدر] حكم ولاية شيترال من عام 1857 إلى عام 1892. شهد حكمه وصول تشيترال إلى ذروتها الإقليمية، الممتدة من إيشكومان [الإنجليزية] في وكالة جيلجيت [الإنجليزية] إلى أسمر [الإنجليزية] في أفغانستان. أدى موته إلى حصار شيترال [الإنجليزية]، وهو ما أصبح لاحقًا مثال على الدراما العالية  والتي دخلت في سجلات الهند البريطانية باعتبارها ملحمة من الشجاعة الهائلة والتصميم.

## الوصف
أطلق عليه السير ليبيل جريفين [الإنجليزية] لقب "المتوحش العجوز الشفاف". عند توليه الحكم قتل كل أقاربه باستثناء شقيقه شير أفضول الذي هرب. وصفه المؤرخ جون كياي [الإنجليزية] بأنه "العبقري الماكر". في حين أشار إليه المستشرق جوتليب فيلهلم لايتنر بأنه "رجل رهيب، انضم بشجاعة غير عادية إلى فنون الدبلوماسية".

## جريمة قتل هايوارد
يُعتقد أن أمان الملك هو المحرض على اغتيال البريطاني جورج دبليو هايوارد [الإنجليزية] من خلال وكالة مير ولي ياسين.